# Piddington
Piddington is een civil parish in het bestuurlijke gebied Cherwell, in het Engelse graafschap Oxfordshire met 370 inwoners.